# Teddy (pel·lícula de 2020)
Teddy és una pel·lícula de comèdia de terror francesa dirigida per Ludovic i Zoran Boukherma, estrenada el 2020.
La pel·lícula porta el segell de la Selecció Oficial del 73è Festival Internacional de Cinema de Canes.

## Argument
La història passa en un petit poble del sud de França. Teddy és un home jove, marginat, fora de l'escola, que viu amb el seu oncle, Pépin, i té cura d'una dona gran que pateix malaltia d'Alzheimer, la Tati. També té una relació amorosa amb la Rebecca, que està a punt de cursar el batxillerat.
Mentre explora un turó on planeja construir la seva futura casa, en Teddy veu una multitud a sota. S'han matat ovelles i els pagesos culpen el llop, cosa que la policia no creu. En Teddy, però, en veu un a la vora del bosc. A punt de marxar a treballar a la sala de massatges on treballa, en Teddy sent soroll entre els arbustos. Quan surt, es fereix a l'esquena sense haver aconseguit definir què l'havia agredit.
Un cop al saló, la seva ferida s'obre encara més quan en Teddy allunya la seva cap, Ghislaine, que fa avenços cap a ell. En Pépin el tracta i troba una dent que ha quedat encastada a la carn del seu nebot. La policia no es pren seriosament el seu testimoni, i menys encara quan Pépin els explica que l'agressor deu ser el "croque-mitaine". En Teddy no li fa més cas i va a casa de la Rebecca. Després de prendre bolets al·lucinògens, la jove li demana cunnilingus però en Teddy s'atura quan la seva xicota li diu que li fa mal. De tornada a casa, veu com la seva llengua es cobreix de pèl i se'ls talla amb una navalla. Igual que la policia, el metge no li fa més cas i creu que en Teddy està divagant.
De tornada al saló, en Teddy és humiliat per un grup d'estudiants de secundària que li demanen que es depili. Quan es fa nit, ve un pagès a regalar-li un cartell de la manifestació prevista per lluitar contra els llops. La lluna surt i en Teddy vaga pel poble fins que ataca una ovella. Es desperta nu l'endemà, prop del monument a la guerra. En Pépin intenta entendre què li va passar però en Teddy li diu que se sent en gran forma. Convidat per la seva xicota a la seva festa de pre-batxillerat, en Teddy es baralla amb Benjamin, un amic de la infància de la Rebecca, quan aquesta l'anomena idiota.
A la sala d'estar, Teddy té una altra enrabiada i intenta calmar-se posant-se en una safata de glaçons sense èxit. Aleshores ataca la seva cap (que pensava que anaven a dormir junts) i l'asfixia arrancant-li un tros de llengua. Es desperta a casa amb una banyera plena de sang. Teddy, cada cop més preocupat, creu que té licantropia. La policia ve a interrogar-lo: Ghislaine es va salvar per poc, però Teddy nega els fets. També s'assabenta que un ramat d'ovelles va ser assassinat poc després. La Rebecca decideix trencar amb ell pel que li va passar a Ghislaine però també perquè per a ella va ser una història d'amor passatgera. Teddy està desesperat i s'adona que el seu cos està canviant cada cop més. Pépin enten el que li passa al seu nebot, intenta ajudar-lo fent un exorcisme, però sense èxit. Teddy ho accepta i escriu una carta a Rebecca per agrair-li tot l'amor que li ha donat. Quan arriba a casa seva, s'adona que ja l'ha substituït per Benjamin i se'n va cridant.
Per celebrar l'obtenció del batxillerat, tot el poble es reuneix en una sala comuna i participa en un loto. Amb la lluna plena sortint, Teddy es transforma completament en un home llop i mata tots els participants. Un cop torna a ser humà, la policia el persegueix a casa i Pépin mata el seu nebot per evitar que sigui linxat per la multitud.
La pel·lícula acaba amb un pla de Rebecca, l'única supervivent de la massacre, que arriba davant de la casa de Teddy, amb una rascada a l'esquena...

## Repartiment
- Anthony Bajon : Teddy Pruvost
- Christine Gautier : Rebecca
- Ludovic Torrent : Pépin Lebref
- Noémie Lvovsky : Ghislaine
- Guillaume Mattera : Benjamin

## Rodatge
El rodatge va tenir lloc del 3 de juny de 2019 al 12 de juliol de 2019. La pel·lícula fou rodada totalment al Vallespir, a la Catalunya del Nord no gaire lluny de Matamala on els directors tenen una casa familiar.

## Recepció crítica
A França, el lloc Allociné ofereix una puntuació mitjana de la revisió de premsa de 3,6/5.

## Distincions
- LIII Festival Internacional de Cinema Fantàstic de Catalunya : Premi de la Crítica José Luis Guarner[4]
- Festival de Cinema Mediterrani de Montpeller 2020:[5]
  - Premi de la Crítica BNP Paribas ;
  - Millor música original per Amaury Chabauty.
- Festival Internacional de Cinema Fantàstic de Gérardmer 2021: Premi del Jurat[6]